# Туркменский тушканчик
Туркменский тушканчик (лат. Jaculus blanfordi turcmenicus) — подвид тушканчика Бланфорда (Jaculus blanfordi) из семейства тушканчиковых с небольшим ареалом. Численность неизвестна. В оптимальных местообитаниях при автомобильном учёте встречается в среднем одна (до пяти) особей на 10 км. Снижение численности связано с сельскохозяйственным освоением мест обитания этого тушканчика. Охраняется в Капланкырском заповеднике.
Распространены в западной половине Туркмении, а также на северо-западе Кызылкумов.

## Распространение
Ареал этого вида охватывает большую часть периферии Туранской низменности, за исключением юго-западной части Каракумов. Он простирается от Устюрта до Мессерианского плато на западе, до Центрального Кызылкума на востоке и районов древних дельт Мургаба и Теджента (к югу до Каракумского канала) на юго-востоке.

## Описание
Длина тела 125—142 мм, а хвоста — 203 мм. Уши средних размеров. Отогнуты вперед и достигают переднего угла глаза. Задние конечности трехпалые. Окраска спины бледная, серовато-песчаная. Окраска меха дымчато-серая. Относительно большая голова оканчивается развитым «пятачком». Двухцветное «знамя» на конце хвоста хорошо развито, его концевая часть ярко-белая. Кончики трех пальцев задних лап защищены фестончатыми подушечками. Брюхо белое.

## Образ жизни и биология
Населяют глинисто-песчаные пустыни с перемежающимися бугристыми или грядовыми песками, такырами, солончаками, саксаулом и другими кустарниками. Роет норы на такырах, по краям солончаков и на участках щебнистой пустыни, обычно по окраинам бугристых, грядовых или грядово-ячеистых песков. На юге спячка неполная, а на севере может продолжаться 5-6 месяцев. Постоянные норы представляют собой 1,5-2-метровый ход, который полого, реже круто (с перегибом) уходит под землю. В его конце на глубине до 1 м находятся 1-2 камеры. Одно из ответвлений может немного не доходить до поверхности, обеспечивая запасной выход.
Питаются, по-видимому, преимущественно зелеными частями эфемеров и солянок, а весной и осенью — также и семенами. Размножаются с конца марта по конец мая. В течение года у самки бывает по 2—3 выводка. В помете самка приносит 3—6 детенышей. Половозрелыми становятся в 4—6 месяцев. Продолжительность жизни в природе до 2,5 лет.

## Систематика
Описан 1949 году как вид Jaculus turcmenicus. Большинство современных систематиков либо понижают ранг таксона до подвида тушканчика Бланфорда, либо вообще синонимизируют туркменского тушканчика с последним.